# Trật tự của phép lấy tích phân
Trong vi tích phân, hoán vị trật tự của phép lấy tích phân là một phương pháp luận biến đổi tích phân lặp (hoặc tích phân bội bằng việc sử dụng định lý Fubini) của các hàm thành tích phân khác bằng cách thay đổi trật tự các tích phân được thực hiện. Trong một số trường hợp, trật tự tích phân có thể được hoán đổi với nhau một cách hợp lệ; một số trường hợp khác thì không.

## Phát biểu bài toán
Bài toán để khảo sát là đánh giá tích phân dạng
{\displaystyle \iint _{D}\ f(x,y)\ dx\,dy,}
trong đó D là một miền hai chiều nào đó trong mặt phẳng xy. Với các hàm f có tích phân đơn giản thì khả thi, nhưng khi hàm lấy tích phân phức tạp, tích phân đôi khi có thể được giảm đến dạng đơn giản hơn bằng cách thay đổi trật tự của phép lấy tích phân. Khó khăn trong hoán đổi này là xác định sự thay đổi trong mô tả của miền D.
Phương pháp này cũng được áp dụng cho các tích phân bội khác.
Đôi khi, mặc dù một đánh giá toàn thể là khó khăn, hoặc có lẽ yêu cầu phải có tích phân số, một tích phân kép có thể được giảm xuống một tích phân đơn như minh họa sau. Việc giảm thành tích phân đơn giúp việc đánh giá số dễ dàng và hiệu quả hơn.

## Mối liên hệ với phép lấy tích phân từng phần
Xét tích phân lặp 
{\displaystyle \int _{a}^{z}\,\int _{a}^{x}\,h(y)\,dy\,dx\ },

Hình 1: Tích phân trên vùng có hình tam giác có thể được thực hiện bằng các dải dọc hoặc ngang như bước đầu tiên. Đây là một phép chiếu thẳng đứng, nhìn xuống trục z trên mặt phẳng x-y. Đường xiên là đường cong y = x.

mà chúng ta sẽ viết bằng cách sử dụng ký hiệu tiền tố thường gặp trong vật lý:
{\displaystyle \int _{a}^{z}dx\,\int _{a}^{x}\,h(y)\,dy}.
Trong biểu thức này, tích phân thứ hai được tính trước trên y và x được coi là hằng số không đổi - một dải có chiều rộng dx được tích phân đầu tiên theo hướng y (một dải có chiều rộng dx theo hướng x được tích phân theo biến y trên phương y), thêm tổng vô hạn các hình chữ nhật có chiều rộng dy dọc theo trục y. Điều này tạo nên một lát cắt dx rộng 3 chiều dọc theo trục x, từ y=a đến y=x dọc theo trục y, và theo hướng  z với z=f(x,y). Chú ý rằng nếu dx có độ dày là vô cùng nhỏ thì x chỉ thay đổi vô cùng nhỏ trên lát cắt. Tích phân này giống như hình hiển thị tại khung trái của hình 1, nhưng là đặc biệt bất tiện là khi hàm h (y) không dễ dàng lấy tích phân. Tích phân có thể được quy về một tích phân đơn bằng cách đảo ngược trật tự của phép lấy tích phân như trong bảng bên phải của hình. Để thực hiện việc hoán đổi các biến này, các dải rộng dy được tích phân trước từ đường thẳng x = y đến giới hạn x = z, rồi sau đó kết quả sẽ được lấy tích phân từ y = a đến y = z, kết quả là:
{\displaystyle \int _{a}^{z}\ dx\ \int _{a}^{x}\ h(y)\ dy\ =\int _{a}^{z}\ h(y)\ dy\ \ \int _{y}^{z}\ dx=\int _{a}^{z}\ \left(z-y\right)h(y)\,dy\ .}
Kết quả này có thể được coi là một ví dụ về công thức tích phân từng phần, như đã phát biểu dưới đây:
{\displaystyle \int _{a}^{z}f(x)g'(x)\,dx=\left[f(x)g(x)\right]_{a}^{z}-\int _{a}^{z}f'(x)g(x)\,dx\!}
Thế:
{\displaystyle f(x)=\int _{a}^{x}\ h(y)\,dy{\text{ and }}g'(x)=1\ .}
Từ đó ta có kết quả.

## Tích phân giá trị chủ yếu
Với các ứng dụng của tích phân giá trị chủ yếu, hãy xem Whittaker and Watson, Gakhov, Lu, hay Zwillinger. Xem thêm thảo luận về phép biến đổi Poincaré-Bertrand trong Obolashvili. Một ví dụ về việc trật tự của phép lấy tích phân không thể biến đổi được cho bởi Kanwal:
{\displaystyle {\frac {1}{(2\pi i)^{2}}}\int _{L}^{*}{\frac {d{\tau }_{1}}{{\tau }_{1}-t}}\ \int _{L}^{*}\ g(\tau ){\frac {d\tau }{\tau -\tau _{1}}}={\frac {1}{4}}g(t)\,}
với:
{\displaystyle {\frac {1}{(2\pi i)^{2}}}\int _{L}^{*}g(\tau )\ d\tau \left(\int _{L}^{*}{\frac {d\tau _{1}}{\left(\tau _{1}-t\right)\left(\tau -\tau _{1}\right)}}\right)=0\ .}
Dạng thứ hai được đánh giá bằng cách sử dụng khai triển phân số từng phần và một đánh giá bằng cách sử dụng công thức Sokhotski–Plemelj:
{\displaystyle \int _{L}^{*}{\frac {d\tau _{1}}{\tau _{1}-t}}=\int _{L}^{*}{\frac {d\tau _{1}}{\tau _{1}-t}}=\pi \ i\ .}
Ký hiệu {\displaystyle \int _{L}^{*}} chỉ ra một giá trị chủ yếu Cauchy. Xem Kanwal.

## Các định lý cơ bản
Một thảo luận có giá trị về cơ sở cho việc đảo trật tự của phép lấy tích phân được tìm thấy trong cuốn sách Fourier Analysis của T.W. Körner. Ông giới thiệu thảo luận của mình bằng một ví dụ mà việc hoán đổi phép lấy tích phân dẫn đến hai đáp án khác nhau, vì những điều kiện của Định lý II dưới đây không thỏa mãn. Đây là ví dụ:
{\displaystyle \int _{1}^{\infty }{\frac {x^{2}-y^{2}}{\left(x^{2}+y^{2}\right)^{2}}}\ dy=\left[{\frac {y}{x^{2}+y^{2}}}\right]_{1}^{\infty }=-{\frac {1}{1+x^{2}}}\ \left[x\geq 1\right]\ .}
{\displaystyle \int _{1}^{\infty }\left(\int _{1}^{\infty }{\frac {x^{2}-y^{2}}{\left(x^{2}+y^{2}\right)^{2}}}\ dy\right)\ dx=-{\frac {\pi }{4}}\ .}
{\displaystyle \int _{1}^{\infty }\left(\int _{1}^{\infty }{\frac {x^{2}-y^{2}}{\left(x^{2}+y^{2}\right)^{2}}}\ dx\right)\ dy={\frac {\pi }{4}}\ .}
Hai định lý cơ bản chi phối được chấp nhận về sự hoán đổi được trích dẫn dưới đây của  Chaudhry và Zubair:
Định lý quan trọng nhất về các ứng dụng được trích dẫn từ Protter và Morrey: